# Recherche généalogique en Russie
La recherche généalogique en Russie est compliquée par l'histoire récente tumultueuse du pays. Nombre de registres ont été détruits pendant la Première Guerre mondiale, la Révolution russe et la guerre civile qui s'ensuivit. À cela s'ajoutèrent les destructions volontaires des registres pendant la collectivisation ou pour protéger sa famille même lointaine des purges staliniennes.
La Seconde Guerre mondiale, les goulags et l'oubli ont fait le reste.
Des bribes d'archives peuvent subsister sur place ou dans les chefs-lieux de raïon. C'est la localisation de 97 % des registres et archives russes[réf. souhaitée]. Pour Moscou et Saint-Pétersbourg, un dépôt d'archives centralise toutes les données dans un bâtiment.
La Bibliothèque Nationale de Russie à Saint-Pétersbourg abrite un centre d'études généalogiques présidé depuis sa fondation par le docteur Igor Sakharov.
La Fédération russe de généalogie, fondée en 1997, est présidée par Stanislav Doumine, du Musée historique de Moscou.